# Karmelitinnenkloster Morlaix
Das Karmelitinnenkloster Morlaix ist ein Kloster der Unbeschuhten Karmelitinnen in Morlaix, Département Finistère, im Bistum Quimper in Frankreich.

## Geschichte
Die Selige Anna vom hl. Bartholomäus (1549–1626) gründete 1619 den Karmel Morlaix auf Wunsch der Stifterin Julienne de Kerémar, Schwester einer Karmelitin des 1608 ebenfalls von der Seligen Anna gegründeten Karmels von Tours. Das Kloster wurde am Wallfahrtsort Notre-Dame-de-la-Fontaine (Rue Sainte-Marthe Nr. 9) errichtet, wo am Ort einer Quelle bereits eine gotische Kapelle des 15. Jahrhunderts stand. Von der Gründung bis heute traten insgesamt 260 Schwestern in das Kloster ein. 2015 zählte der Konvent sieben Ordensfrauen.